# Ciane
Der Ciane ist ein kleiner Fluss auf Sizilien. Die Cianequelle (Fonte Ciane) liegt etwa  7 km südwestlich des Stadtzentrums von Syrakus. 
Der Name Ciane stammt von der griechischen Nymphe Kyane, die laut Ovid versuchte, den Raub der Persephone durch den Gott Hades zu verhindern, und sich, weil ihr dies nicht gelang, aus Trauer in Wasser auflöst (Ovid, Metamorphosen 5, 409–470). 
Kurz vor seiner Mündung bei den Salinen von Syrakus ins Ionische Meer fließt der Ciane mit dem Fluss Anapo zusammen. Die Ufergebiete der beiden Flüsse sind die einzigen Stellen Europas, an denen noch wilde Papyrusstauden wachsen. Sie wurden 1984 zusammen mit den Salinen als Riserva naturale Fiume Ciane e Saline di Siracusa unter Naturschutz gestellt.